# Markus Oehlen
Markus Oehlen  (Krefeld, 1956) is een Duits kunstschilder. 
Oehlen studeerde bij Alfonso Hüppi aan de kunstacademie van Hamburg, in de tijd van het neo-expressionisme. Hij werd gerekend tot de Nieuwe Wilden. Oehlen werkte onder anderen samen met Werner Büttner en Martin Kippenberger, ook muzikaal en in anarchistische, soms agressieve performances.
Hij is een broer van Albert Oehlen.
- Bibliothèque nationale de France: cb15048563w (data)
- Gemeinsame Normdatei: 118735985
- International Standard Name Identifier: 0000 0000 7858 9741
- Library of Congress Control Number: n89616683
- MusicBrainz: 63b40540-062e-4ff4-9617-3877b349c27a
- Nederlandse Thesaurus van Auteursnamen: 314388664
- RKD-Nederlands Instituut voor Kunstgeschiedenis: 60275
- SNAC: w62j7mfw
- Système universitaire de documentation: 088358569
- Union List of Artist Names: 500112227
- Virtual International Authority File: 96524261
- WorldCat: E39PBJj8XxDTtYwWpYXCQYk7HC